# Mihail Vlagyimirovics Misusztyin
Mihail Vlagyimirovics Misusztyin (cirill betűkkel Михаил Владимирович Мишустин) (Lobnya, 1966. március 3. –) orosz politikus és közgazdász, 2020. január 16. óta az Oroszországi Föderáció miniszterelnöke, korábban az adóhivatal (Szövetségi Adószolgálat) vezetője.

## Pályafutása
1989-ben elvégezte a Moszkvai Szerszámgépipari Főiskolát (akkori nevén Moszkovszkij Sztankoinsztrumentalnij Insztyitut), majd 1992-ig ugyanitt posztgraduális szinten (aspiránsként) tanult. Ezután egy kísérleti laboratórium igazgatójaként dolgozott, és a Nemzetközi Komputerklub nevű nonprofit szervezet vezetője lett. Ebben a minőségében fő szervezője volt Nemzetközi Számítógépes Fórum nevű, nagyszabású számítógép-kiállításnak.
1998-ban az államigazgatásban helyezkedett el az oroszországi adóhivatal vezetőjének számítógépes szakértőjeként. Később adó- és vámügyi miniszterhelyettesi rangra emelkedett, majd 2004-től a szövetségi ingatlannyilvántartási ügynökség (Rosznyedvizsimoszty) vezetője lett. 2006 decemberétől a gazdaságfejlesztési minisztériumon belül működő, a különleges gazdasági övezetek igazgatását végző hivatal (RoszOEZ) igazgatójaként dolgozott.
2008-ban kezdeményezte az Állami Közgazdasági Egyetem keretében működő Ingatlangazdasági Intézet megalapítását. Az intézet, amelynek Misusztyin lett a tudományos igazgatója, továbbképzéssel és kutatással foglalkozik.
2020. áprilisában nyilvános videóbeszélgetésen jelentette be, hogy az új koronavírussal megfertőződött és kórházba kerül. Betegsége idején a miniszterelnöki teendőket helyettese, Andrej Belouszov látta el. Miután elhagyhatta a kórházat, május 19-étől tovább folytatta kormányfői munkáját.

## Tudományos tevékenysége
Az aspirantúrát követően, az államigazgatásban végzett munkája mellett Misusztyin tudományos munkát is végzett. Több mint 40 gazdasági szakcikk szerzője. 2003-ban kandidátusi fokozatot szerzett közgazdaságtudományból; disszertációja az oroszországi adórendszerről szólt. 2010-ben – szintén adóügyi (ingatlanadózási) témájú disszertációjának megvédése után – megszerezte a közgazdaságtudományok doktora címet.

## Magánélete
Misusztyin nős, három fiúgyermek apja. Hobbija a jégkorongozás.